# مؤسسة الملك عبد العزيز ورجاله للموهبة والإبداع
مؤسسة الملك عبد العزيز ورجاله للموهبة والإبداع أو مؤسسة موهبة هي مؤسسة وقفيّة غير ربحيّة وأحد كيانات مؤسسة الملك عبدالله الإنسانية.
تهدف موهبة إلى إكتشاف ورعاية الموهوبين والمبدعين في المجالات العلمية ذات الأولوية التنموية، وهي تسعى للمساهمة في بناء منظومة وأنموذج للموهبة والإبداع محلياً وإقليمياً وعالمياً، مستمدةً ذلك من رؤيتها أن تكون موهبة مرجعاً عالمياً رائداً في مجال تمكين ألمع العقول الشابة الموهوبة لإيجاد أثر مستدام، ورسالتها الجليّة نحو بناء رحلة ناجحة مدى الحياة للموهوبين, من خلال إقامة شراكات استراتيجية وبناء قوة معرفية عالمية في الموهبة والإبداع، عبر قيم الشغف، التميز، الإبداع، التعاون، والثقة، ومن خلال أهدافها وتطوير خططها الاستراتيجية في رعاية الموهبة والإبداع ودعم الابتكار؛ استرشاداً بأفضل التجارب العالمية وبمساهمة خبراء دوليين ومحليين، وذلك سعياً إلى المساهمة الفاعلة في تحقيق مستهدفات رؤية المملكة 2030م، وبناء الإنسان أينما كان والاستثمار في قدراته وإمكاناته وما يزخر به من طاقات موهوبة ومبدعة في شتى المجالات.

## الرؤية
أن تكون موهبة مرجعاً عالمياً رائداً في مجال تمكين ألمع العقول الشابة الموهوبة لإيجاد أثر مستدام.

## الرسالة
بناء رحلة ناجحة مدى الحياة للموهوبين, من خلال إقامة شراكات استراتيجية وبناء قوة معرفية عالمية في الموهبة والإبداع.

## الأهداف الاستراتيجية[2]
1. اكتشاف المواهب بشكل فعال وشامل على نطاق واسع.
2. توجيه الموهوبين عبر رحلات التعلم الناجحة والمستدامة.
3. الاستفادة من مواهب وكفاءات مؤسسة "موهبة" لدعم التحول في المملكة.
4. تطوير منظومة فعالة من شركاء تنمية الموهبة والكفاءات.
5. تقديم المشورة لصياغة السياسات في مجالات الموهبة والإبداع.
6. قيادة التقدم في المعرفة والخبرة في مجال الموهبة والإبداع.
7. تعزيز القيادة الفكرية في مجالات الموهبة والإبداع.

## الخطة الاستراتيجية لرعاية الموهبة والإبداع ودعم الابتكار
طورت موهبة الخطة الاستراتيجية «لرعاية الموهبة والإبداع ودعم الابتكار»، استرشاداً بالتجارب الدولية وبمساهمة خبراء دوليين ومحليين، وذلك سعياً إلى المساهمة الفاعلة في تحقيق مستهدفات رؤية المملكة 2030. وتتميز الخطة بالشمولية والتتابع والتركيز في رعاية الموهوبين والمبدعين في المجالات العلمية والتقنية، وتضمنت الخطة تطوير منهجية علمية لاكتشاف الموهوبين ورعايتهم، حيث تم اكتشاف أكثر من 97 ألف موهوب من بين أكثر من 300 ألف طالب وطالبة تم اختبارهم في أكثر من 100 مدينة وقرية في المملكة. وتمثل هذه قاعدة بيانات وطنية متكاملة تحوي معلومات مفصلة عن أفضل العقول في الوطن من الموهوبين والموهوبات من كافة أنحاء المملكة.
وقد آتت مشاركات موهبة ورعايتها لأكثر من 54000 طالب وطالبة ثمارها من خلال تحقيق المملكة إنجازات على المستوى الدولي في المسابقات العلمية الدولية، حيث حصل طلاب المملكة على +400 ميدالية وجائزة في المسابقات العلمية الدولية. كما طور الطلبة أكثر من 16.000 فكرة، وحصلوا على 15 براءة اختراع، وقبل أكثر من 1000 طالب وطالبة في أفضل 50 جامعة دولية مرموقة، في تخصصات نوعية تتوافق مع احتياجات خطط التنمية الوطنية.

## البرامج والمسابقات
تقوم مؤسسة الملك عبد العزيز ورجاله للموهبة والإبداع بتنفيذ العديد من البرامج وذلك لتحقيق رسالتها ومن تلك البرامج:

### البرنامج الوطني للكشف عن الموهوبين
انطلاقاً من حرص خادم الحرمين الشريفين الملك عبدالله بن عبد العزيز -رحمه الله- وما توليه القيادة الرشيدة في المملكة العربية السعودية من اهتمام ودعم غير محدود في جميع مايتعلق بمجال التعرف على الموهوبين ورعايتهم، والحاجة إلى توحيد وتطوير الجهود المبذولة في الوقت الحاضر للكشف عن الموهوبين والمبتكرين، أتت فكرة تبني برنامج وطني مشترك ينفذ من قبل أهم الجهات الوطنية ذات الخبرة الطويلة والكوادر المؤهلة في هذا المجال، مما يرسخ الإيمان العميق بأهمية اكتشاف هذه الفئة الهامة والخاصة في دعم تحول مجتمع المملكة إلى مجتمع معرفي تحقق فيه التنمية المستدامة.
فكانت بداية الشراكة الاستراتيجية عام 2011 مع كل من "موهبة"و "وزارة التعليم" و"المركز الوطني للقياس" لتأسيس وتنفيذ "البرنامج الوطني للكشف عن الموهوبين" من خلال أدوات ومقاييس مقننة ،حيث تم تطوير نموذج للكشف عن الموهوبين مبني على منهجية علمية متقدمة تعتمد في المقام الأول على أهم الأسس العلمية وأفضل الممارسات التربوية لضمان الانتقاء السليم للطلبة الواعدين بالموهبة، وتبني من خلالها قاعدة بيانات ضخمة و شاملة لجميع الموهوبين والموهوبات في كل مناطق ومدن المملكة ولجميع الفئات السنية في مراحل التعليم العام.

### البرامج الإثرائية
برامج متنوعة تستهدف الطلبة المتأهلين من البرنامج الوطني للكشف عن الموهوبين بهدف إثراء حصيلتهم العلمية والمهارية وتنمية قدراتهم البحثية والتقنية والشخصية والاجتماعية.

### برنامج فصول موهبة
أطلق برنامج "فصول موهبة " في العام 2010/2009م، بالتعاون مع عدد من المدارس الحكومية والأهلية في المملكة، حيث تم اختيار المدارس وفق مواصفات دقيقة، من حيث البنية التحتية، وطرق التدريس، وأساليب التقويم، وأساليب التعلم، وتأهيل المعلمين. وينفذ البرنامج بالتعاون مع المركز الوطني للقياس والتقويم (قياس) وعدد من المدارس الحكومية والأهلية المختارة في المدن التي يغطيها البرنامج*.

### برنامج موهبة الإثرائي العالمي
برنامج موهبة الإثرائي العالمي هو برنامج يعمل على استقطاب أفضل البرامج العالمية التي تعنى بتعليم ورعاية الموهوبين، يتم إقامة البرنامج حضورياً في جهات محلية داخل المملكة، بنظام الإقامة الكاملة داخل مقر الجهة المستضيفة للبرنامج لمدة ثلاثة أسابيع خلال الإجازة الصيفية. يدرس الطلبة في البرنامج مواد علمية إثرائية مكثفة في المجالات العلمية والتقنية ذات الأهمية الحيوية، على يد خبراء دوليين في تعليم الموهوبين، حيث يكتسب الطلبة عديداً من المهارات العلمية والشخصية، إلى جانب المعرفة الأكاديمية، من خلال المشاركة في الأنشطة المختلفة والرحلات الجماعية. التسجيل في البرنامج الوطني للكشف عن الموهوبين شرط أساسي للترشيح في البرنامج.

### برامج موهبة للألومبيادات الدولية
مجموعة من الدورات والملتقيات التدريبية تستهدف الطلبة المرشحين في مسابقة موهوب وغيرها بهدف تأهيلهم للمشاركة في المعارض والمسابقات الدولية.

### الأولمبياد الوطني للإبداع العلمي (إبداع)
مسابقة سنوية تهدف إلى تنمية روح الإبداع والابتكار لدى طلاب المدارس للمرحلتين المتوسطة والثانوية في مختلف المجالات العلمية.

### برنامج موهبة للالتحاق بالجامعات المرموقة
برنامج تدريبي متكامل مُعدّ وفق منهجيةٍ علمية عالمية متخصصة بهدف تأهيل الطلبة المتميزين الراغبين في الانضمام إلى الجامعات الأمريكية المرموقة المصنفة ضمن أفضل 50 جامعة على مستوى العالم.

## الإنجازات
- دراسة بعنوان (Exploring the Factors of Online Engagement in the Era of Web 2.0: An Experimental Approach) وقدمت الدراسة في مؤتمر The 5th international conference on Innovations in Information Technology (Innovations'08)a في كلية تكنولوجيا المعلومات، جامعة الإمارات العربية المتحدة، أبوظبي، في الفترة من 16-18 ديسمبر 2008-11-04 وتم نشر الدراسة في موقع IEEE
- دراسة بعنوان fuq (A Framework for Integrating Usability Evaluations Methods: The Mawhiba Web Portal Study) وتم نشر الدراسة ضمن أوراق عمل مؤتمر (International Conference on Current Trends in Information Technology (CTIT’09). لتحميل الدراسة.

ورعت موهبة أكثر من 54000 طالب وطالبة محققين إنجازات باسم المملكة على المستوى الدولي في المسابقات العلمية الدولية، حيث حصل طلاب المملكة على 400+ ميدالية وجائزة في المسابقات العلمية الدولية. كما طور الطلبة أكثر من 16.000 فكرة، وحصلوا على 15 براءة اختراع، وقبل أكثر من 1000 طالب وطالبة في أفضل 50 جامعة دولية مرموقة، في تخصصات نوعية تتوافق مع احتياجات خطط التنمية الوطنية.
- شاركت (موهبة) في الأولمبياد الأوروبي للفيزياء (EuphO 2020) في يوليو 2020، وهي مشاركتها الثانية فيه ممثلة السعودية بمقر الأولمبياد برومانيا. وحازت عبر طلابها 3 ميداليات برونزية وشهادة تقدير.[7]
- في عام 2021م توالت إنجازات الطلاب السعوديين في المسابقات الدولية بتحقيق المنتخب السعودي للكيمياء 4 جوائز عالمية (3 ميداليات فضية وميدالية برونزية) خلال مشاركة المملكة ممثلة في مؤسسة الملك عبد العزيز ورجاله للموهبة والإبداع «موهبة» ووزارة التعليم في الأولمبياد الدولي للكيمياء الذي أقيم عن بُعد في اليابان، وذلك من بين أكثر من 315 طالباً وطالبة يمثلون 79 دولة، في إنجاز غير مسبوق مقارنة مع النتائج التي حققها أبناء الوطن عام 2020م بتحقيق 4 ميداليات برونزية. وبهذه الإنجازات العالمية ارتفع رصيد المملكة من الجوائز في المسابقات والأولمبيادات الدولية إلى 453 جائزة من بينها 53 إنجازًا تحقق هذا العام (40 ميدالية ما بين ذهبية وفضية وبرونزية و13 شهادة تقدير).[8]
- شاركت (موهبة) في أولمبياد مندليف للكيمياء 2023، وحصلت على جائزتين عالميتين، ورفعت المملكة رصيدها من الجوائز في الأولمبياد إلى 21 جائزة؛ من بينها 16 فضية و5 برونزيات، وذلك بمشاركة 116 طالباً وطالبة من 21 دولة.[9]
- شاركت (موهبة) في معرض ريجينيرون الدولي للعلوم والهندسة "آيسف 2024" الذي أقيم في مدينة لوس أنجلوس بالولايات المتحدة الأميركية، وحققت الطالبات والطلاب السعوديين 27 جائزة، منها 9 جوائز خاصة، و18 جائزة كبرى.[10][11]
- شاركت (موهبة) في الأولمبياد الآسيوي للفيزياء 2024 المقام في مدينة كامبار الماليزية بمشاركة 208 طلاب يمثلون 27 دول، وحقق المنتخب السعودي المؤلف من 8 طلاب 5 جوائز عالمية.[12]
- وفي 20 يوليو 2024 حصد المنتخب السعودي للفيزياء، ممثلا مؤسسة موهبة ووزارة التعليم، 4 جوائز عالمية في النسخة الثامنة من الأولمبياد الأوروبي للفيزياء " EuPhO 2024"، وذلك في منافسة خاضها 275 طالبا وطالبة يمثلون 55 دولة.[13]
- وفي يوليو 2024 استضافت الرياض في الفترة من 21 إلى 30 يوليو منافسات "أولمبياد الكيمياء الدولي 2024"، في نسختها 56، بتنظيم من مؤسسة الملك عبدالعزيز ورجاله للموهبة والإبداع "موهبة"، وبشراكة استراتيجية مع وزارة التعليم وجامعة الملك سعود التي تحتضن منافسات الأولمبياد.[14]
- وفي 21 يوليو 2024 حقق المنتخب السعودي للرياضيات برعاية مؤسسة الملك عبدالعزيز ورجاله للموهبة والإبداع "موهبة" ووزارة التعليم، إنجازاً دولياً في منافسات أولمبياد الرياضيات الدولي 2024(IMO)  بحصده 6 جوائز (فضية و4 برونزيات وشهادة تقدير) من بين 603 طلاب وطالبات، يمثلون 104 دول.[15]
- وفي 25 يوليو 2024 حصد المنتخب السعودي للرياضيات، ممثلاً في مؤسسة الملك عبدالعزيز ورجاله للموهبة والإبداع "موهبة" ووزارة التعليم، 10 جوائز (فضيتين و5 برونزيات و3 شهادات تقدير) في منافسات أولمبياد آسيا والباسفيك للرياضيات APMO، في نسخته الـ36.[16]
- وفي 28 يوليو 2024 حقّق المنتخب السعودي للفيزياء خمس جوائز عالمية في أولمبياد الفيزياء الدولي لعام 2024.[17]
- في 30 يوليو 2024 حصد المنتخب السعودي للكيمياء 4 جوائز عالمية في الدورة الـ 56 من أولمبياد الكيمياء الدولي 2024 التي أقيمت في الرياض، خلال المدة من 21 إلى 30 يوليو 2024، بمشاركة 333 طالبًا وطالبة من 90 دولة.[18]
- وفي 6 أغسطس 2024 نال المنتخب السعودي للعلوم النووية المشارك في أولمبياد العلوم النووية 2024 أربع ميداليات عالمية.[19][20]
- وفي 26 أغسطس 2024 حقق المنتخب السعودي للفلك والفيزياء الفلكية ثلاث ميداليات عالمية.[21][22]

## وصلات خارجية
- تغريدة لموهبة عن برامجها المتاحة.